# Gigaspermum breutelii
Gigaspermum breutelii là một loài Rêu trong họ Gigaspermaceae. Loài này được (Müll. Hal.) Paris mô tả khoa học đầu tiên năm 1896.